# Agententheorie
Als Agententheorie wird meist mit negativer Konnotation die marxistisch-leninistische Faschismustheorie bezeichnet, nach der Adolf Hitler und seine engsten Gefolgsleute als Agenten oder Marionetten der Großindustrie bzw. des Finanzkapitals bezeichnet werden. Sie wird auch als eine Verschwörungstheorie bezeichnet. Nach der in der Geschichtswissenschaft heute herrschenden Meinung spielten in den komplexen Prozessen, die zur Machtergreifung der Nationalsozialisten führten, die Absichten von Industriellen jedoch allenfalls eine untergeordnete Rolle. Der NS-Staat sei nicht vom Willen dieser Industriellen bestimmt gewesen, sondern Hitler habe autonom und in eigener Verantwortung gehandelt.

## Inhalt
Zentraler Bestandteil der „Agententheorie“ – ein Begriff, den die Vertreter dieser Theorie selbst ablehnen – ist die Faschismusdefinition von Georgi Dimitrow, die er im Juli 1935 anlässlich des VII. Weltkongresses der Kommunistischen Internationale in Moskau vorlegte, wonach „der Faschismus an der Macht […] die offene, terroristische Diktatur der reaktionärsten, chauvinistischsten, am meisten imperialistischen Elemente des Finanzkapitals“ sein soll.
Ausgehend von der Theorie des Klassenkampfes als Grundlage der kapitalistischen Gesellschaft wurde der Faschismus verstanden als aggressive Antwort der herrschenden Klasse auf die Oktoberrevolution und als Waffe oder Kampfinstrument der Bourgeoisie gegen die aufstrebende Arbeiterbewegung sowie als Mittel zur Durchführung eines imperialistischen Krieges zur Vernichtung der Sowjetunion und zur Erringung der Weltherrschaft. Im Faschismus verschmelze die Finanzoligarchie mit der Staatsmacht und liefere den Staat dem Finanzkapital aus.
Häufig ist diese Theorie auch mit dem Vorwurf verbunden, dass das britische, französische und vor allem amerikanische Kapital mit ihren Anleihen (Dawes-Plan) in der Zeit der Weimarer Republik und ihrer Appeasement-Politik erst das deutsche Rüstungspotenzial aufgebaut und den Faschismus gefördert hätten, um Deutschland als Speerspitze gegen die Sowjetunion zu benutzen. Für die sowjetische Forscherin A. J. Kunina waren es sogar „im wesentlichen amerikanische Mittel, mit denen Hitler finanziert wurde“. Es wurde auch behauptet, dass viele dieser Firmen dem „zionistischen Kapital“ gehört hätten, also jüdischen Geldgebern.
Als wichtigste Begründung der Theorie gilt der Zusammenhang zwischen Großindustrie und Aufstieg der NSDAP vor 1933, insbesondere die Behauptung, das Großkapital habe der NSDAP mittels der Industrielleneingabe und der finanziell hochstehenden Unterstützung aus dem Keppler-Kreis, dem späteren Freundeskreis Reichsführer SS, zur Macht verholfen. Dies sowie das Treffen Papens mit Hitler im Haus des Bankiers Schröder hatten Historiker aus der DDR wie Kurt Gossweiler, Eberhard Czichon und Wolfgang Ruge in mehreren Veröffentlichungen erörtert.
Eine Erweiterung dieser Faschismustheorie stellt die Monopolgruppentheorie dar, nach der die sogenannte Kapitalistenklasse nicht als monolithischer Block, sondern als aus konkurrierenden Gruppen bestehend aufgefasst wird, die um den Einfluss auf die faschistische Bewegung bzw. den faschistischen Staat kämpfen.

## Verwandte Begriffe
In einem verallgemeinerten Begriffsverständnis kann Agententheorie als abschätzige Bezeichnung für Deutungsformen politisch-gesellschaftlicher Konflikte verstanden werden, mit denen eine Störung allein oder hauptsächlich auf Maßnahmen Einzelner oder Gruppen zurückgeführt wird und somit strukturelle Gründe und Rahmenbedingungen ausgeblendet werden. In diesem Sinne wird der Begriff zur Bezeichnung der Deutung des Aufstands vom 17. Juni 1953 durch das SED-Regime verwendet. Danach war es kein Arbeiter- oder Volksaufstand, sondern ein „faschistischer Putschversuch“, der von imperialistischen Mächten von außerhalb der DDR gesteuert worden wäre.
Als Agenturtheorie wird jede marxistisch inspirierte Staatstheorie verstanden, in der der moderne bürgerliche Staat durch die ökonomisch herrschende Klasse für ihre Zwecke instrumentalisiert wird, also nichts anderes ist als dessen Agent.
Von der einfachen Agententhese ist eine ausgewogenere und differenzierte Abhängigkeitsthese zu unterscheiden, wie sie z. B. von Hans Mottek vertreten wurde.

## Kritik
Von marxistischer Seite lässt sich gegen jede Agententheorie einwenden, dass sie die Dialektik von Basis und Überbau, die im Staatsdenken von Karl Marx eine zentrale Rolle spielt, unberücksichtigt lässt. Dieser habe die relative Autonomie des Staates von allen Klassen als eine notwendige Bedingung für die Aufrechterhaltung kapitalistischer Produktionsverhältnisse und der politisch-ideologischen Hegemonie des Kapitals angesehen.
In der nichtmarxistischen Forschung werden die Agententheorie und ihre Erweiterungen als Erklärungen des Nationalsozialismus abgelehnt. Insbesondere wird seit den Forschungen des amerikanischen Historikers Henry Ashby Turner bestritten, dass die Großindustrie oder nennenswerte Vertreter von ihr die NSDAP vor 1933 großzügig finanziert hätte. Zudem wird ihnen vorgeworfen, die komplexen und widersprüchlichen Prozesse, die zur Machtergreifung Hitlers führten, auf einen „monokausalen Kaufakt“ zu reduzieren. Von dem deutschen Historiker Gerd Koenen und dem amerikanischen Politologen Daniel Pipes wird die Agententheorie daher als Verschwörungstheorie bezeichnet. Auch der Historiker Wolfgang Wippermann sieht das Faschismusbild des Ostens als „verschwörungsideologisch aufgeladen“ an.
Hinzu kommt die geringe Erklärungspotenz der Agententheorie, mit der sich namentlich der Holocaust nicht erklären lässt. Nach Ansicht Wippermanns müsse man dabei dem Faktor der Persönlichkeit Hitlers eine erhebliche Rolle bei der Entscheidungsfindung des NS-Regimes einräumen und einen Primat der Politik über die Wirtschaft annehmen. Beides wird aber von den Vertretern der Agententheorie geleugnet.